# John Bennett (Leichtathlet)

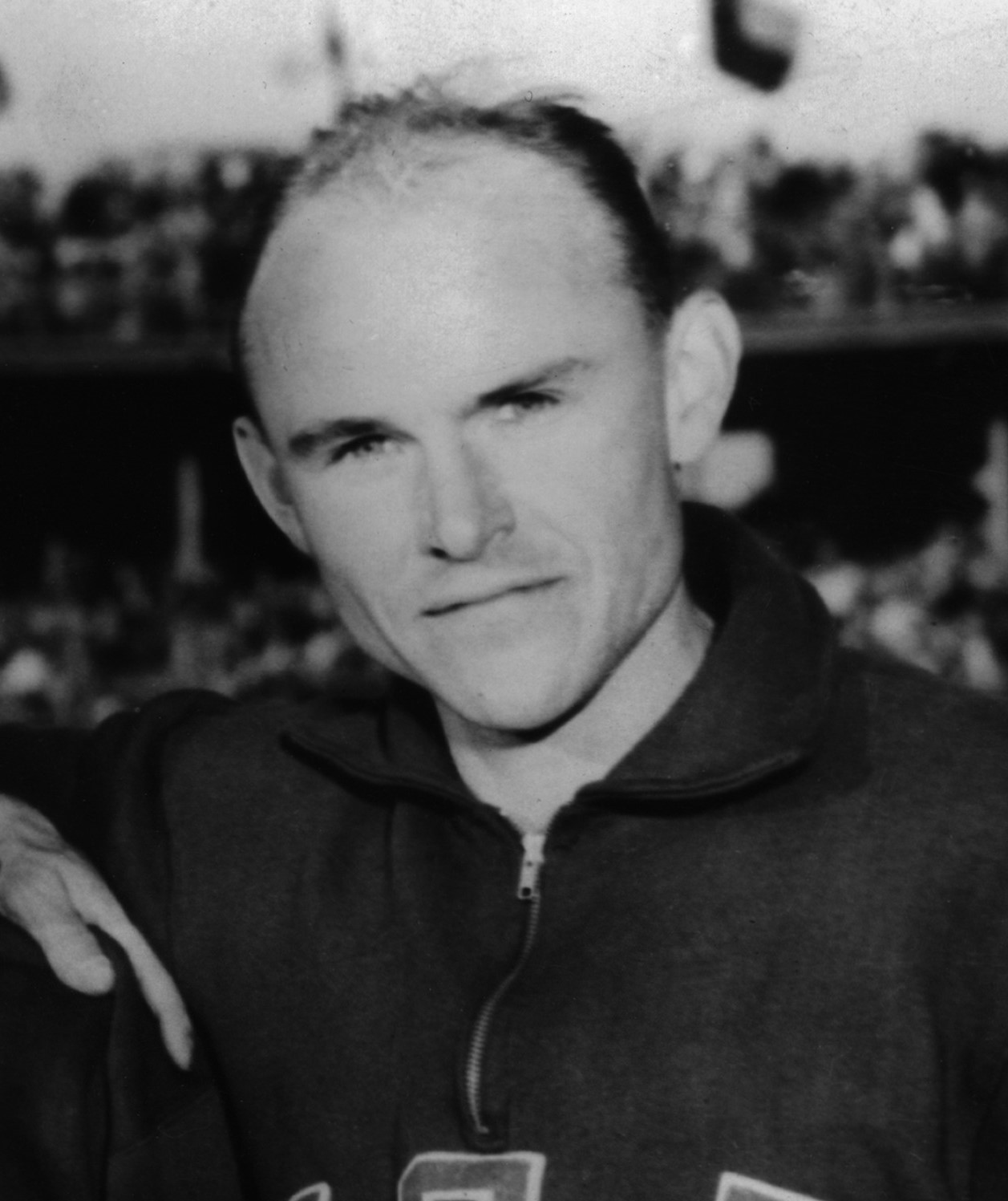
John Bennett im Jahr 1956

John Bennett (John Dale Bennett; * 14. November 1930 in Grand Forks) ist ein ehemaliger US-amerikanischer Weitspringer.
1953 und 1954 wurde er für die Marquette University startend NCAA-Meister, 1954 außerdem US-Meister.
1955 gewann er mit seiner persönlichen Bestleistung von 8,01 m die Silbermedaille bei den Panamerikanischen Spielen in Mexiko-Stadt mit zwei Zentimetern Rückstand auf seinen Landsmann Rosslyn Range. Außerdem wurde er als Schlussläufer in der siegreichen US-amerikanischen 4-mal-100-Meter-Staffel eingesetzt.
Bei den Olympischen Spielen 1956 in Melbourne holte er mit 7,68 m ebenfalls Silber hinter seinem Landsmann Greg Bell (7,83 m) und vor dem Finnen Jorma Valkama (7,48 m).